# Отправь их в ад, Мэлоун!
«Отправь их в ад, Мэлоун!» (англ. Give 'em Hell, Malone) — художественный фильм Рассела Малкэхи в жанре детективного боевика. Премьера в США состоялась 25 июля 2009 года. Главные роли в фильме исполняют Томас Джейн, Винг Рэймс и Эльса Патаки.

## Сюжет
Бывший частный детектив, а ныне стрелок по найму Мэлоун (Томас Джейн) берётся за дело, суть которого сводится к выносу из здания, полного вооружённых бандитов, загадочного кейса. Оставшись единственным выжившим в операции, Мэлоун вскрывает кейс и обнаруживает в нём бумажную куклу, а также единственную зацепку — игрушку в виде слоника. Заподозрив, что задание было подставой, Мэлоун начинает собственное расследование и пытается выяснить, кто был его нанимателем.

## В ролях
| Актёр        | Роль             |
| ------------ | ---------------- |
| Томас Джейн  | Мэлоун           |
| Винг Рэймс   | Булыжник         |
| Эльса Патаки | Эвелин           |
| Френч Стюарт | Фрэнки Подпевала |
| Дуг Хатчисон | Спичка           |
| Крис Йен     | Булава           |